# Posey County
Posey County är ett administrativt område i delstaten Indiana, USA. År 2010 hade countyt 25 910 invånare (2010). Den administrativa huvudorten (county seat) är Mount Vernon. 

## Geografi
Enligt United States Census Bureau har countyt en total area på 1 086 km². 1 058 km² av den arean är land och 28 km² är vatten. 

### Angränsande countyn
- Gibson County - norr och nordost
- Vanderburgh County - öster
- Henderson County, Kentucky - sydost
- Union County, Kentucky - söder
- Gallatin County, Illinois - sydväst
- White County, Illinois - väster och nordväst